# Aichelberg
Aichelberg är en kommun och ort i Landkreis Göppingen i regionen Stuttgart i Regierungsbezirk Stuttgart i förbundslandet Baden-Württemberg i Tyskland.
Kommunen ingår i kommunalförbundet Raum Bad Boll tillsammans med kommunerna Bad Boll, Dürnau, Gammelshausen, Hattenhofen och Zell unter Aichelberg.